# Stazione di Consandolo
La stazione di Consandolo è la stazione ferroviaria a servizio della frazione Consandolo di Argenta. È posta sulla ferrovia Bologna-Portomaggiore.
Inaugurata nel 1887, è gestita da Ferrovie Emilia Romagna (FER).

## Strutture e impianti
La stazione è costituita da un fabbricato viaggiatori con sala d'attesa. La stazione presenta inoltre una biglietteria automatica. In passato era dotata di servizi igienici.
È dotata di un piazzale composto da due binari, serviti da banchine. La stazione dispone anche di un binario tronco.
Esternamente, la stazione è dotata di un piazzale con parcheggio.

## Movimento
Il servizio passeggeri è costituito dai treni della linea S2B (Bologna Centrale - Portomaggiore) del servizio ferroviario metropolitano di Bologna.
I treni sono effettuati da Trenitalia Tper nell'ambito del contratto di servizio stipulato con la regione Emilia-Romagna.
A novembre 2013, l'impianto risultava frequentato da un traffico giornaliero medio di 275 persone.
A novembre 2018, la stazione risultava frequentata da un traffico giornaliero medio di circa 323 persone (149 saliti + 174 discesi).

## Servizi
Sono presenti i seguenti servizi:
- Biglietteria automatica
- Sala d'attesa

## Interscambi
- Fermata autobus